# Verordnung über die Sicherung der Seefahrt
Die Verordnung über die Sicherung der Seefahrt der Bundesrepublik Deutschland ist eine Rechtsverordnung, die für sämtliche deutsche Seeschifffahrtsstraßen und deutsche Seeschiffe nach dem Flaggenrecht gilt. Schiffe der Bundeswehr sind ausgenommen. Darin werden im Sinne der Seesicherheit die Pflicht zur Seenotrettung, das Verhalten bei Zusammenstößen, die Meldung bedeutsamer Ereignisse und von Wracks sowie spezielles Verhalten im Sinne der internationalen Seefahrt geregelt.